# Aquilegia atrata
Aquilegia atrata ((L.) W.D.J.Koch, 1830), comunemente nota come aquilegia scura, è una pianta appartenente alla famiglia delle Ranunculaceae, diffusa sulle catene montuose di Alpi ed Appennini.

## Etimologia
L'origine del nome del genere (aquilegia) non è chiaro. Potrebbe derivare da Aquilegium (cisterna) o Acquam legere (raccoglitore d'acqua) per la forma particolare che ha la foglia nel raccogliere l'acqua piovana; come anche da aquilina (piccola aquila) a somiglianza dei rostri dell'aquila.

Resta comunque il fatto che il primo ad usare tale nome sia stato il Tragus (altro botanico del 1600), e quindi il Tournefort (Joseph Pitton de Tournefort 1656 - 1708, botanico francese) e definitivamente Linneo che nel 1753 sistemò il genere nella sua Polyandria pentagyna.

L'epiteto specifico atrata fa ovviamente riferimento alla colorazione del fiore.

## Descrizione
La forma biologica della pianta è emicriptofita scaposa: si tratta quindi di una pianta perrenante che si sviluppa per mezzo di gemme adagiate al livello del terreno (emicriptofita); mentre l'asse fiorale è di media lunghezza e può essere anche privo di foglie (scaposo).
Radici
Radici secondarie da un grosso rizoma verticale che a volte può essere obliquo.
Fusto

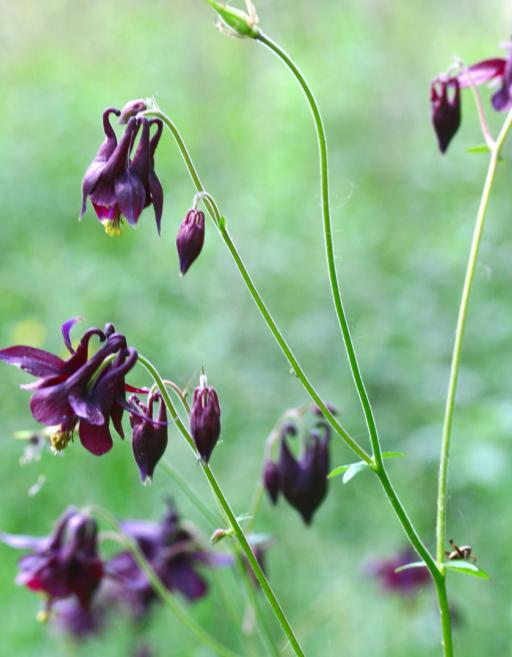
Esempio di fusto ramoso

Fusto ipogeo: grosso rizoma senza fibre evidenti e terminante in una rosetta basale di foglie.
Fusto epigeo: eretto a sezione cilindrica, abbastanza allungato (massimo 80 cm), mediamente foglioso, ramoso e pubescente. A volte può presentare dei riflessi porporini scuri, quasi rossastri.
Foglie
Le foglie basali hanno un picciolo notevole (fino a 20 cm); mentre quelle cauline sono più piccole e presentano una guaina piuttosto evidente.
La forma è la stessa sia per le basali che per le cauline ed è del tipo composta tripartita ossia divisa in 3x3 segmenti a forma di ventaglio (lamina terminante in lobi flabellati). Il colore è verde intenso sulla parte superiore e sono glauche nella parte inferiore.
Infiorescenza

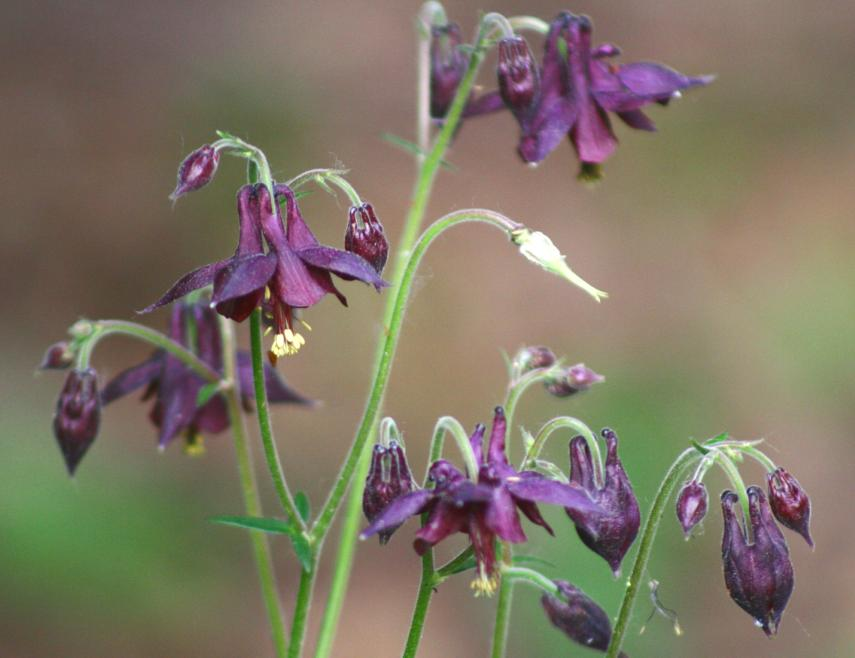
Infiorescenza di Aquilegia atrata

L'infiorescenza consiste in un fusto ramificato con 3 - 10 fiori del tipo pannocchia lassa . I peduncoli sono incurvati e ghiandolosi.
Fiori
La dimensione dei fiori, portati da lunghi peduncoli (fino a 5 cm), è di 3–4 cm di diametro e sono pendenti. Il fiore attinomorfo e dialipetalo è composto da due verticilli: uno esterno e uno interno. Quello esterno ha 5 tepali petaloidei, spatolati dalla forma ovale-lanceolata; quello più interno è formato da 5 nettari. Il petalo, a forma di cappuccio, si prolunga in uno sperone uncinato. Gli stami sono gialli, più lunghi dei petali (e quindi fuoriescono come una colonna sporgente) e sono molto numerosi (arrivano a volte fino a 50). I carpelli (pistilli) sono 5 e indipendenti.

I fiori sono profumati ed ermafroditi.

Fioritura: maggio - luglio. 

Impollinazione da insetti. Dato che il nettare è nella parte più interna del fiore, i Bombi (animale pronubo) per raggiungerlo sono costretti  a perforare, con le loro proboscidi, la superficie dello sperone protettivo.

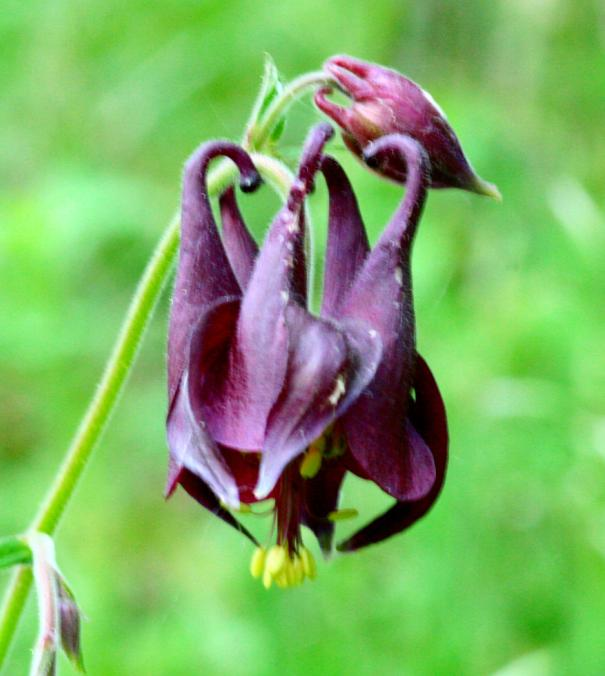
Fiore in boccio
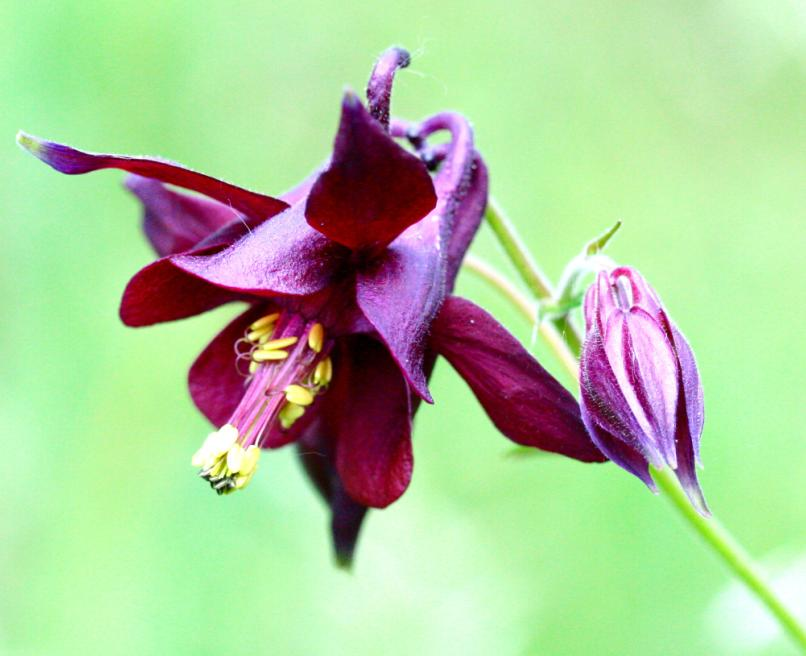
Fiore con colonna di stami sporgente
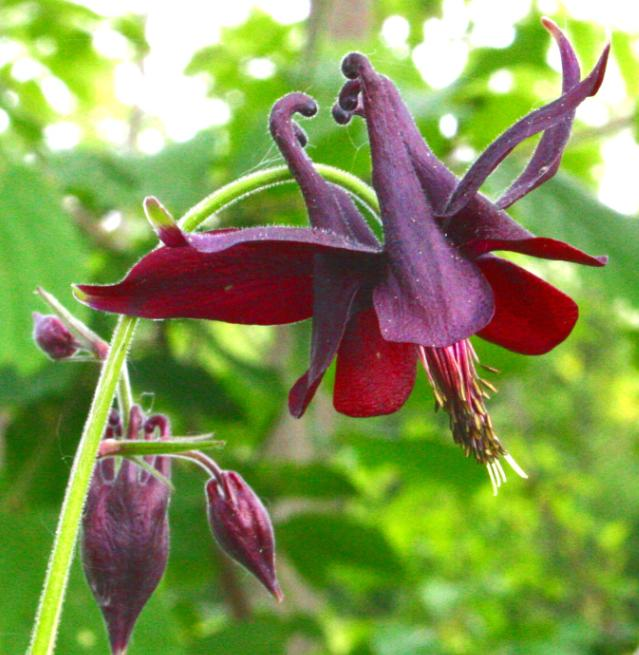
Il fiore pendulo
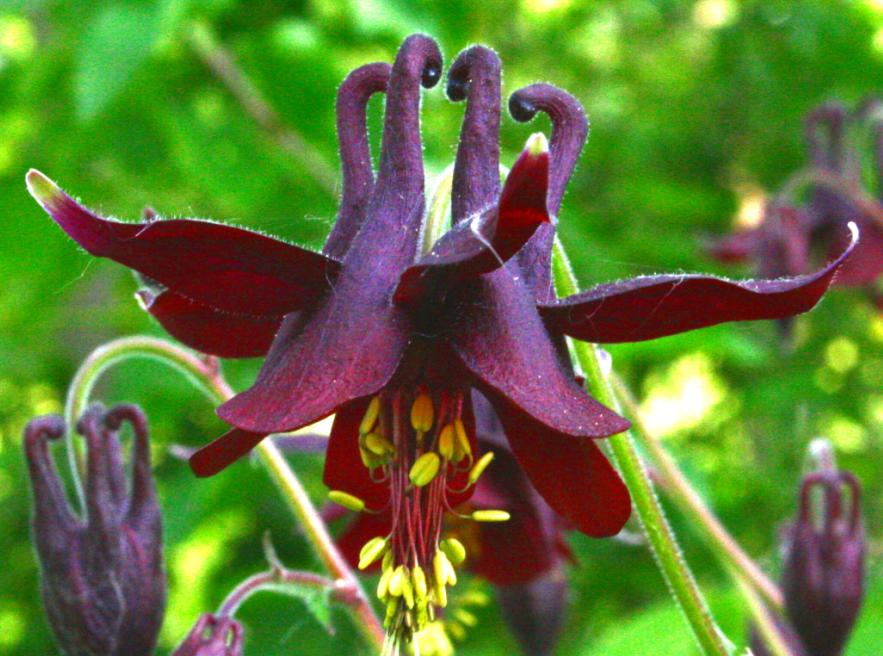
Speroni uncinati dei petali esterni

Frutti
Il frutto è formato da 5 follicoli pubescenti collegati al fiore alla base.

## Distribuzione e habitat
La pianta ha origine nell'Europa sud - occidentale; in prevalenza nelle aree montagnose.

In Italia si trova dai 400 m fino a 1700 m s.l.m. Ha carattere nitrofilo e si trova sui terreni calcarei, nei pascoli e sui bordi dei boschi di latifoglie su suoli ricchi di humus.

È una pianta protetta.

## Tassonomia
Al genere Aquilegia appartengono circa 130 specie (una decina sono originarie europee, mentre una trentina appartengono alla flora spontanea indigena dell'America; le altre sono asiatiche e in parte africane).
Specie simili: 
- A. vulgaris L. - Aquilegia comune: forse la specie più vicina alla nostra; con difficoltà si distingue per il colore del fiore lievemente più azzurro e stami meno lunghi (sporgono appena dai petali).
- A. nigricans Baumg. - Aquilegia ghiandolosa: individuata nelle Alpi orientali
- A. viscosa Gouan. - Aquilegia vischiosa: più facilmente presente nell'Italia Centrale e del Sud.

## Usi

### Farmacia
Nella medicina popolare ha le seguenti proprietà: astringenti, detergenti, antisettiche, diuretiche, diaforetiche, calmanti e depurative. Le sue proprietà alcoliche venivano usate per le cefalee. I suoi semi venivano usati contro la scabbia e la tigna. Altre malattie si curavano con infusi delle sue foglie. In omeopatia viene usata come sedativo.
Pur tuttavia è considerata una pianta molto velenosa perché produce alcaloidi tossici e acido cianidrico. I primi sintomi di un possibile avvelenamento sono i seguenti: rallentamento cardiaco, bruciori all'epidermide e vomito.

## Galleria d'immagini

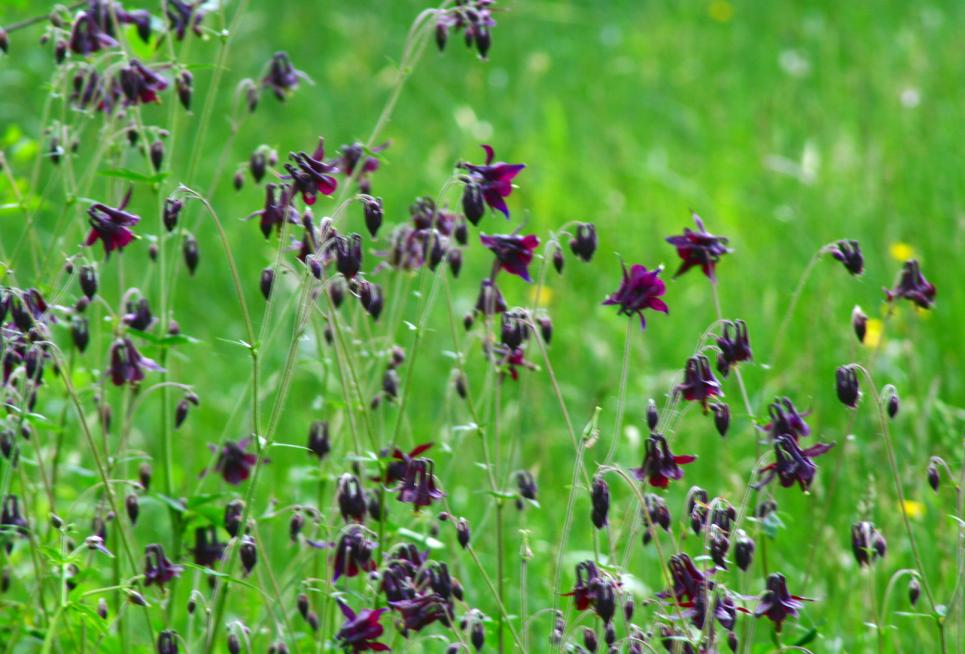
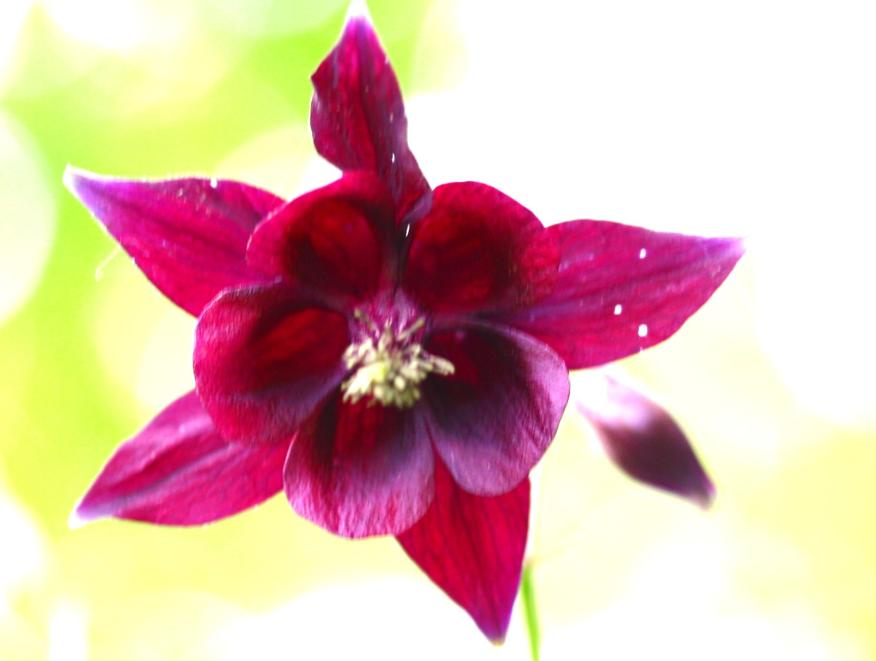
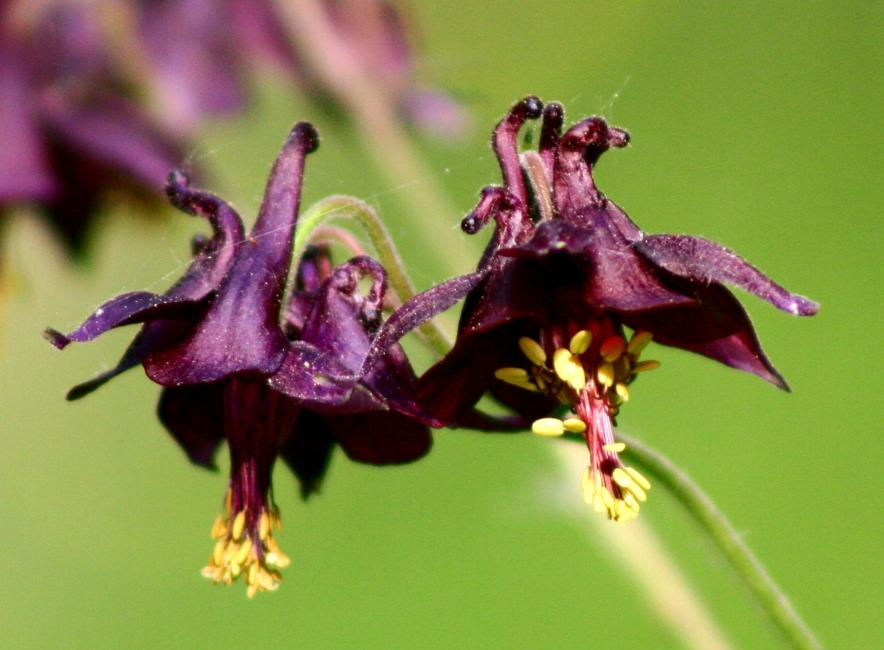
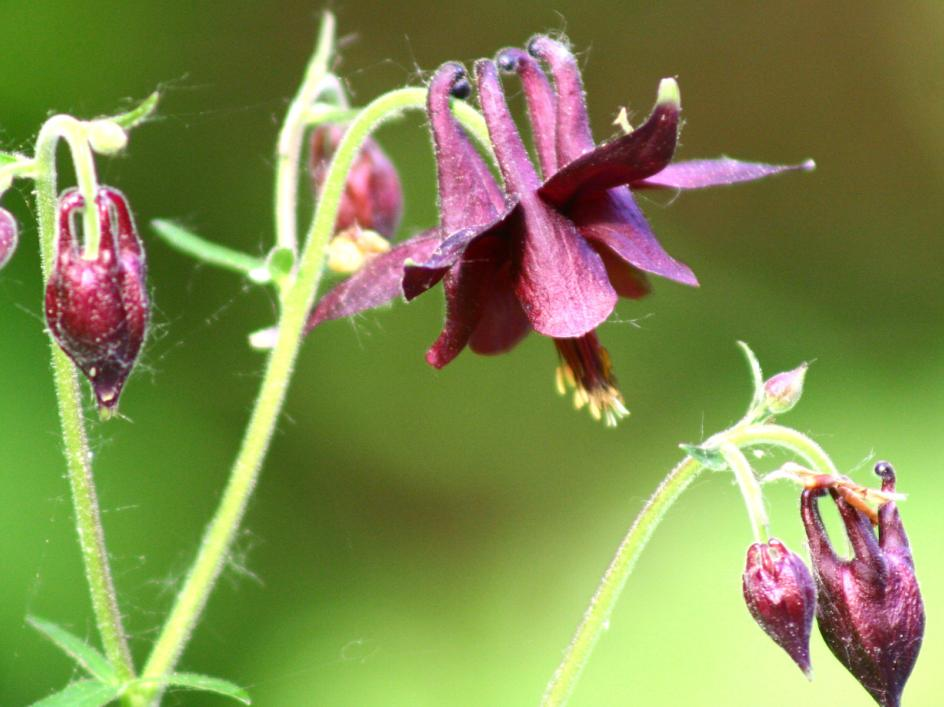